# Mimizan

Mimizan este o comună în departamentul Landes din sud-vestul Franței. În 2009 avea o populație de 7.000 de locuitori.

## Evoluția populației
| An        | 1975  | 1982  | 1990  | 1999  | 2006  | 2009  |
| --------- | ----- | ----- | ----- | ----- | ----- | ----- |
| Populație | 7.511 | 7.409 | 6.710 | 6.864 | 6.707 | 7.000 |